# Mick Cocks
 (mars 2012).
Si vous disposez d'ouvrages ou d'articles de référence ou si vous connaissez des sites web de qualité traitant du thème abordé ici, merci de compléter l'article en donnant les références utiles à sa vérifiabilité et en les liant à la section « Notes et références ».
Michael Thomas, dit Mick Cocks, né le 11 janvier 1955 à Sydney (Australie) et mort le 22 décembre 2009 dans la même ville, est un guitariste australien. Il fut le premier guitariste du groupe de hard rock Rose Tattoo, avec Peter Wells en 1977. Il a fortement influencé les Guns'n'Roses qui ont d’ailleurs fait une reprise de Rose Tattoo, Nice Boys. En avril 2009, on diagnostique chez lui un cancer du foie. Il en meurt quelques mois plus tard, le 22 décembre 2009, soit trois ans et demi après que le guitariste Pete Wells ait succombé à un cancer de la prostate.